# AH-IV-R
Lehký tank AH-IV-R (někdy uváděný jako tančík) vznikl v ČKD úpravou typu AH-IV dle požadavků rumunské armády na lehký tank pro jezdectvo. V srpnu roku 1936 obdržela firma ČKD objednávku na 35 kusů, tovární označení bylo AH-IV-R (R znamenalo rumunský), konstrukci řídil ing. Alexej Surin. Vozy označené v Rumunsku R-1 byly zařazeny u mechanizovaných průzkumných eskadron jezdeckých brigád. Brigády 5., 6. a 8. dostaly po 6 kusech, brigády 1., 7. a 9. dostaly každá po 4 kusech. Zbylých 5 strojů bylo v rezervě a sloužily i k výcviku. V letech 1941-42 se stroje dostaly do bojů v rámci jízdního sboru (5., 6. a 8. brigáda) na území Ukrajiny a Kavkazu. Bojovaly rovněž u Oděsy. Po katastrofě u Stalingradu byly zbylé stroje vyřazeny z aktivní služby a použity k výcviku.

## Statistiky vozidla
- Název: AH-IV-R
- Kategorie: Tank (Někdy uváděn jako tančík)
- Výrobce: ČKD
- Vyrobeno kusů: 35 (+ 1 prototyp)
- Osádka: 2
- Hmotnost: 3900 kg
- Výzbroj:[2] 1× těžký kulomet ZB 53 (vz.35) ráže 7,92 mm ve věži
- 1× lehký kulomet ZB 30 ráže 7,92 mm v korbě